# Vampi
Vampi es un personaje ficticio, una vampira y vigilante sobrenatural, protagonista del cómic que lleva su nombre. Se trata de un reflejo futurista de Vampirella, creado por Kevin Lau.
La serie de Vampi transcurre en un escenario futurista. Las ciudades han sido consumidas por el materialismo tecnológico. El peligro acecha en todas partes. Nada es sagrado. Nadie está seguro. Pero contra esta atmósfera decadente una figura renegada permanece firme, sin mostrar compasión hacia quienes abusan de su poder. Se trata de Vampi. Es una vampira, pero también es mucho más. Pasa las noches vigilando desde las sombras combatiendo a los criminales, la tecnología descontrolada y la brutalidad de la sociedad.

## Orígenes
Cuando era adolescente Vampi vivía con una pandilla de jóvenes pandilleros con estilos de vida despreocupados que sobrevivían como podían en las calles de la ciudad. Sin embargo, sus compañeros perecieron en medio de una guerra de bandas que ocultaba una gran conspiración, y Vampi fue convertida en vampira.

## Cómics
Vampi Vicious Rampage #1-#2
Vampi vs. Xin #1-#2

Vampi Vicious Circle #1-#3

Vampi Vicious #1-#3

Anarchy Studios Preview #1 Flipbook

Vampi Digital #01

Vampi #1-#25

## Miscelánea
Estatua de resina de Vampi (creada por Kevin Lau)